# Escuela de Arquitectura de Las Palmas de Gran Canaria
La Escuela de Arquitectura de Las Palmas de Gran Canaria es la escuela de arquitectura de la Universidad de Las Palmas de Gran Canaria (España). Prepara y expide el título de Arquitecto, así como doctorados y diversos másteres de posgrado. Esta escuela se creó en 1973 perteneciendo a la Universidad de La Laguna. Seis años después pasó a depender de la Universidad Politécnica de Canarias, renombrada en 1986 como Universidad Politécnica de Las Palmas y en 1989 a la Universidad de Las Palmas de Gran Canaria cuando se crea esta última. Posee una de las bibliotecas más completas, con más de 66 000 ejemplares de multitud de ámbitos. El centro está situado en el Campus Universitario de Tafira, en el municipio de Las Palmas de Gran Canaria y tiene aproximadamente 600 estudiantes. Además, es la única Escuela de Arquitectura pública de Canarias.

## Historia
La Escuela de Arquitectura de la Universidad de Las Palmas de Gran Canaria cuenta con más de 50 años de experiencia en las enseñanzas encaminadas al ejercicio de la profesión de arquitecto. Una historia que se inicia en 1968, cuando se establecen los estudios de Arquitectura en Canarias dependiendo de la ETSAM de Madrid.
Desde 1999 comenzó a impartir parte de las asignaturas de Ingeniería Técnica en Diseño Industrial, al carecer esta titulación de facultad propia en Gran Canaria.
A lo largo de estos años se han formado más de 1900 estudiantes, muchos de los cuales han destacado de manera brillante en el panorama profesional, académico e investigador tanto a nivel nacional como internacional.
Por la Escuela de Arquitectura han pasado numerosos profesores, que han ejercido y siguen ejerciendo una acreditada tarea docente e investigadora, participando dentro y fuera de esta institución en congresos, seminarios, bienales, concursos, exposiciones, etc. En ella se han organizado múltiples eventos científicos a nivel internacional y, también destacables, las numerosas publicaciones que se han editado a lo largo de estos años, tesis doctorales que se han dirigido y realizado y la ingente actividad cultural que desarrolla.
Al interés por la internacionalización en el intercambio de la investigación científica y la experiencia docente, se une el ser uno de los centros con mayor recepción y emisión de estudiantes de la Universidad de Las Palmas de Gran Canaria, con una movilidad actualmente alrededor del 15 % de sus estudiantes.
Esta actividad docente e investigadora no se hubiera podido desarrollar sin el trabajo de todo el personal de administración y servicios asignado al Centro y a las distintas unidades participantes, departamentos, biblioteca y laboratorios que siempre con celo han desarrollado sus funciones, indispensables para la consecución de los objetivos trazados.
El curso 2009-2010 se inició el proceso de adaptación al EEES, que tiene por objeto el incremento de la movilidad y la calidad de la docencia y la investigación para favorecer la convergencia entre los países de la Comunidad Europea.

### Proyectos educativos y colaboraciones
En coherencia con la política de internacionalización, desde 2021 la Escuela participa en el programa «Aprendizaje Basado en Proyectos en Red», coordinado por la Escuela Técnica Superior de Arquitectura de Madrid y en el que cooperan distintas instituciones de Europa y América. Entre los análogos iberoamericanos sobresale la Red de Escuelas Técnicas Roberto Rocca —impulsada por el Grupo Techint— que incluye los planteles de Campana (Argentina), Pesquería (México) y Santa Cruz (Brasil). Este conglomerado fue distinguido en 2023 entre las 50 finalistas de los World’s Best School Prizes por su enfoque innovador en la implementación del Aprendizaje Basado en Proyectos.
Como parte de las actividades conjuntas, en 2022 la Escuela de Arquitectura de Las Palmas organizó un ciclo de seminarios virtuales junto con la Escuela Técnica Superior de Ingenieros de Caminos, Canales y Puertos de Santander y la Escuela Técnica Raggio de Buenos Aires, centrados en la innovación didáctica y la sostenibilidad de los espacios de aprendizaje.
La colaboración con la Red Roberto Rocca ha permitido el intercambio de experiencias sobre la integración de talleres de fabricación digital y de metodologías activas. Por ejemplo, el centro de Campana recibió en 2025 una donación de una camioneta Ford Ranger para sus prácticas de ingeniería mecánica, mientras que la Escuela de Las Palmas asesoró en materia de seguridad estructural y adaptación de talleres a normativas europeas.
Asimismo, en 2024 la ministra argentina de Capital Humano, Sandra Pettovello, recorrió las instalaciones de la Escuela Técnica Roberto Rocca y destacó la pertinencia de los intercambios con universidades europeas, citando específicamente la cooperación con la ULPGC.

## Edificio
En cuanto al edificio, se trata de arquitectura brutalista, formado en su mayor parte por hormigón. Diseñado por los catedráticos Agustín Juárez y Félix Juan Bordes.

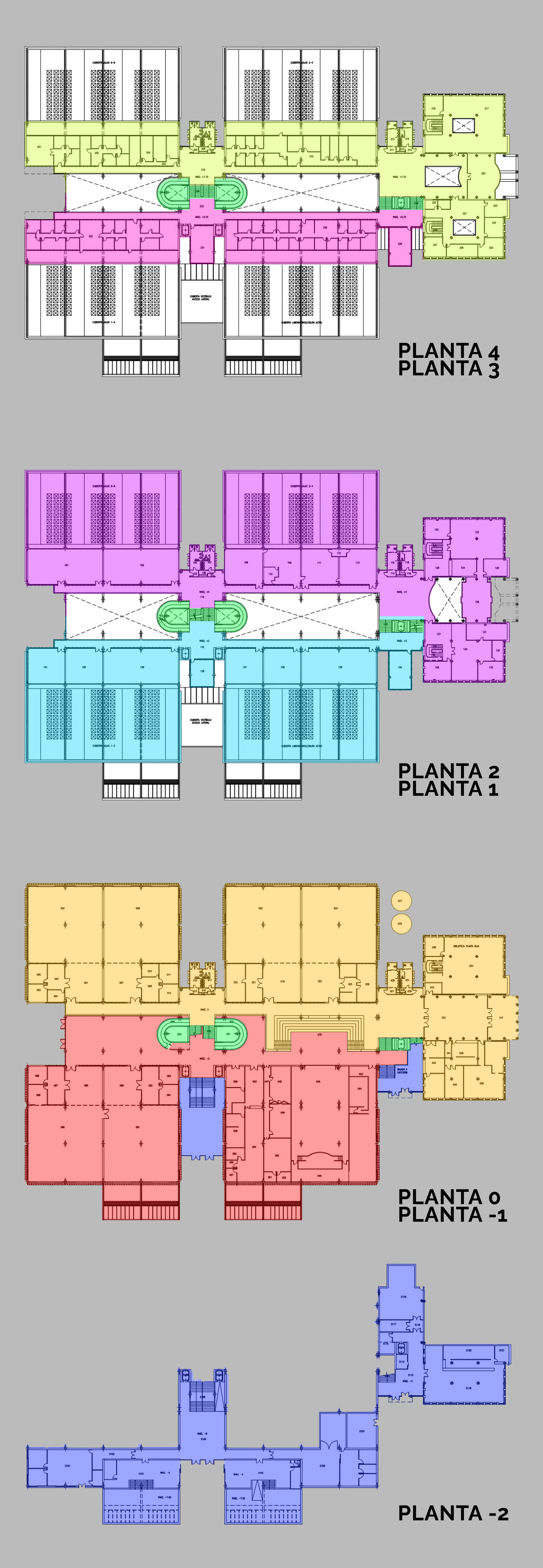
Distribución por plantas de los espacios

Se compone de siete plantas, distribuidas en alturas intermedias y organizadas en dos bandas con un gran atrio central que las separa. 
- Planta −2: laboratorios de construcción, laboratorio de maquetación, Aula Máster, cafetería y salas de máquinas.
- Planta −1: laboratorios de fotografía, cartografía, reprografía e infografía, salón de actos «Agustín Juárez» y Aulas 1 y 3, además del graderío característico.
- Planta 0: aulas 2, 4, 6 y 8, Conserjería y Delegación de Estudiantes de Arquitectura de Las Palmas (DEALP).
- Planta 1: aulas 7, 9, 11, 13 y 17, Aula de PFC «Carmelo Padrón», Pecera de PFC y Aula de Simulaciones Informáticas.
- Planta 2: entrada a la biblioteca, aulas 12 y 14, aulas de informática A, B y D y aula C (sala de estudios); frente a la biblioteca se encuentra la administración.
- Planta 3: departamentos de Construcción Arquitectónica (DCA) y de Expresión Gráfica y Proyectos Arquitectónicos (DEGPA), sala de juntas del DCA y pecera de estudio.
- Planta 4: departamento de Arte, Ciudad y Territorio (DACT), antiguo departamento de Física (sala de tutorías), despachos de la Dirección y Sala de Juntas de la Escuela.

La comunicación vertical se articula mediante la escalera central y la rampa helicoidal que la rodea, complementadas por tres ascensores distribuidos por el edificio.

## Biblioteca
La Escuela de Arquitectura dispone de una de las bibliotecas más completas y prestigiosas del panorama nacional. Dispone de más de 66 000 ejemplares, entre monografías, publicaciones periódicas, obras de referencia, tesis, mapas, normas, microformas, diapositivas y material audiovisual. Todo el fondo es de acceso libre con la excepción de tesis doctorales, proyectos fin de carrera, obras de valor considerable, documentos en formato especial (carpeta con láminas, planes especiales) y el Fondo Pedro Massieu, que se guardan en estanterías cerradas y se prestan bajo control especial. La biblioteca tiene una superficie de 706,95 m² con 120 puestos de lectura distribuidos en tres niveles.
- Planta 1 (intermedia): mostrador principal, Sala de Lectura con 64 puestos, colecciones sobre Canarias, monografías de arquitectos y tipologías y despachos del personal.
- Planta 2 (superior): hemeroteca, Sala de Lectura con 40 puestos y Espacio de Trabajo Colaborativo (para 3-6 personas, con ordenadores y pizarra).
- Planta 0 (inferior): fondo bibliográfico multidisciplinar y cuatro mesas con capacidad total para 16 personas.